# Lecánide

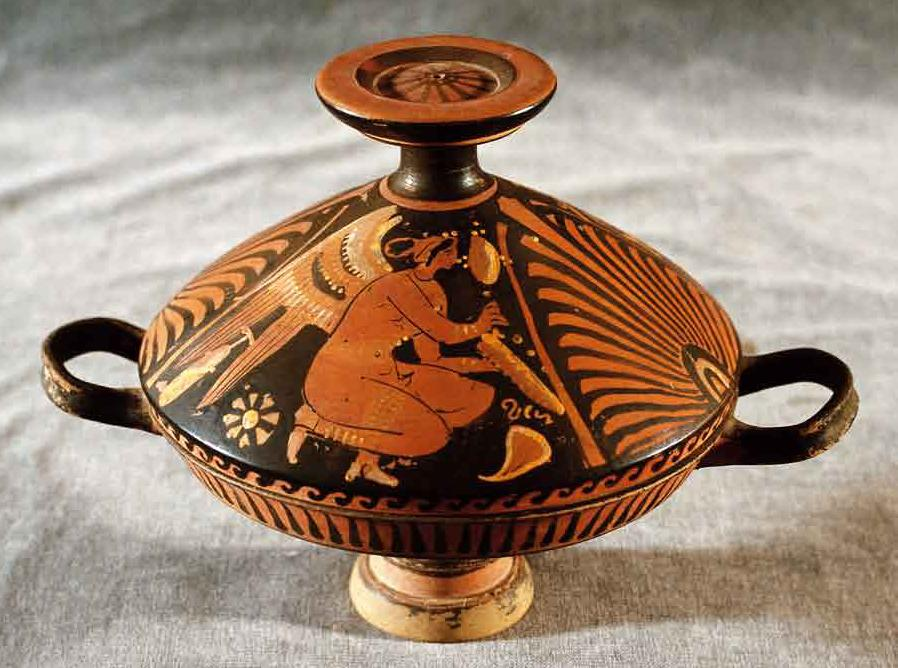
Lecánide de cerámica de figuras rojas procedente de Magna Grecia, 330-320 a. C.

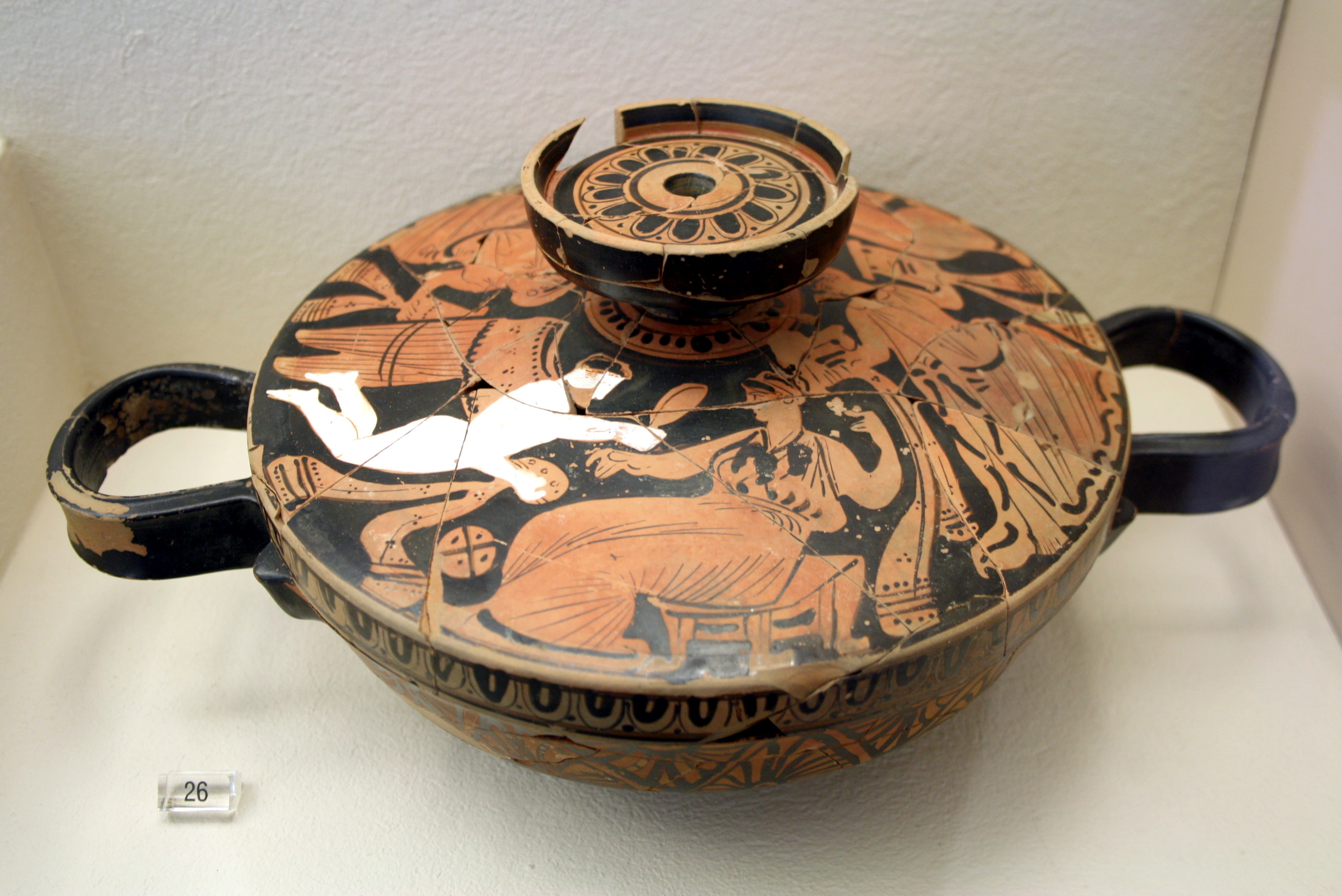
Lecánide nupcial, 370-360 a. C.

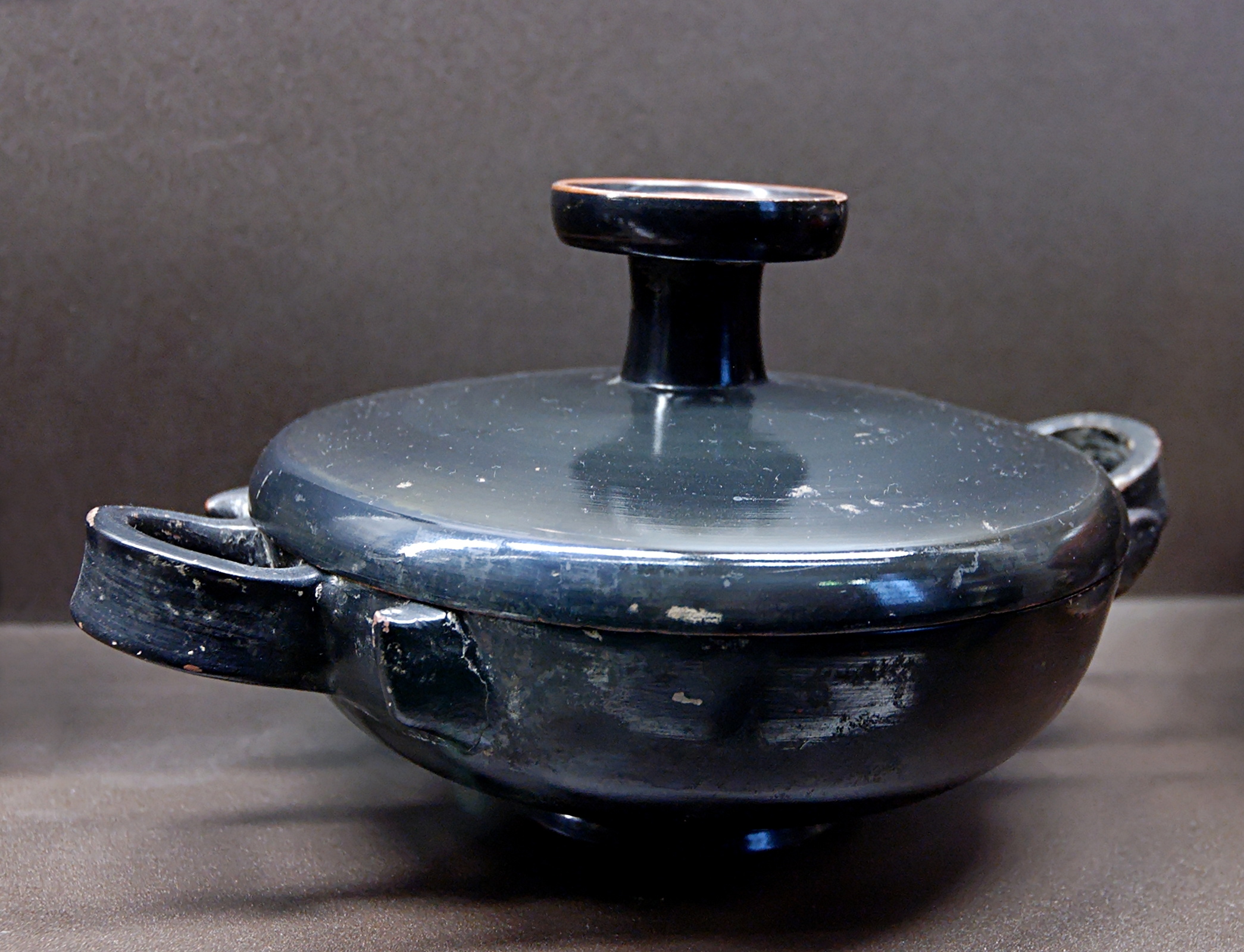
Lecánide ática de barniz negro, 450-440 a. C.

Una lecánide o lekánide (en plural lekanides) es una vasija en forma de copa baja, con pie de anillo y dos asas horizontales sobre el borde, que se moldeaba para acoger la tapa, con la que formaba una pared continua. Por su forma se relaciona con la lécane, cuenco abierto para cocinar.
La lecánide se usaba como joyero y vaso de aseo o contenedor de ungüentos. Así, se ha documentado su uso en los rituales del matrimonio griego formando parte de la dote que el padre daba a la novia. Luciano de Samosata describe una lecánide de plata entre los objetos de una dama.
Tras algunos precedentes de estilo geométrico, la forma se definió en la segunda mitad del siglo VI a. C., convirtiéndose en una de las frecuentes en la época de la cerámica de figuras rojas. Los ejemplares de la época de cerámica de figuras negras solían realizarse sin tapa, mientras que las de figuras rojas están típicamente dotadas de una tapa decorada. Con el tiempo las tapas, inicialmente cupulares, tendieron a aplanarse y formar un ángulo recto con la superficie superior y las paredes verticales. También incorporaron una empuñadura que, si era lo suficientemente amplia, servía de pie para la tapa en posición invertida, que podía servir a su vez de contenedor. En estas lecánides reversibles la decoración se limita a frisos animalísticos, mientras que habitualmente era de tema nupcial. Las imágenes podían proseguir a lo largo de las paredes del contenedor sin solución de continuidad.
En el Erotes de Luciano de Samósata se describen lekanides de plata entre los recipientes de baño de las mujeres.